# Моллерюс, Йохан Хендрик
Барон Йохан Хендрик Моллерюс (нидерл. Johan Hendrik Mollerus; 30 октября 1750 , Гаага — 22 июня 1834, Утрехт) — нидерландский политический и государственный деятель, министр внутренних дел Нидерландов (1806—1808), министр по делам религии (1808—1809), исполняющий обязанности министра иностранных дел (1809—1810), военный министр (6 апреля — 28 июля 1814), вице-президент Государственного совета (1817—1829).

## Биография
Представитель голландской знати. Изучал право в университете Утрехта, работал юристом. В 1776 году был назначен советником при дворе Голландии, Зеландии и Западной Фрисландии, в 1785 году стал секретарём Государственного совета Нидерландов.
После начала Батавской революции с 1795 года несколько лет был нигде не работал. С 1801 года служил секретарём правления департамента Голландии. В 1806 году стал членом правительства Голландского королевства, в котором занимал пост министра внутренних дел (1806—1808) и министра по делам религии (1808—1809). С 1811 по 1813 год — член Совета по делам Голландии и Законодательного корпуса.
После падения Наполеона назначен военным министром в 1814 году и членом Конституционной комиссии в 1815 году. В 1816 году стал членом, а также исполняющим обязанности вице-президента Государственного совета, в 1817 году — вице-президент. В 1829 году назначен государственным министром.
В 1820 году был пожалован титулом барона. Его сын Виллем был посланником короля Нидерландов в Санкт-Петербурге и умер там в 1855 году.